# Antonio das Mortes
Antonio das Mortes (O Dragão da Maldade contra o Santo Guerreiro) è un film del 1969 diretto da Glauber Rocha.
Il film ha vinto il Premio per la regia alla 22ª edizione del Festival di Cannes, nel quale era stato nominato anche per il premio più ambito, la Palma d'oro andata in quell'anno a Se... di Lindsay Anderson.
Tale riconoscimento non gli è stato tuttavia sufficiente per entrare nella lista per l'Oscar al miglior film straniero.

## Trama
Brasile. In una delle zone più povere del paese alcuni contadini, esasperati dalla fame, cercano la rivolta contro il padrone il quale decide di contattare un killer per proteggersi. Antonio das Mortes inizialmente segue il compito che gli viene assegnato, ma successivamente prende coscienza della situazione degli agricoltori e delle loro ragioni diventando a sua volta membro del gruppo di rivoltosi contro l'ingiusto potere.

## Commento
L'opera è stata apprezzata dalla critica, come testimonia il riconoscimento a Cannes.
Il film si inserisce nel movimento cinematografico brasiliano denominato Cinema Novo, caratterizzato dal portare sul grande schermo la condizione di miseria e povertà in cui si trovavano alcune zone del vasto paese sudamericano, in particolare nel nord-est. Il successo di Antonio das Mortes ha portato il Cinema Novo ad essere maggiormente conosciuto anche al di fuori dei confini nazionali, dove le opere appartenenti a tale filone subivano spesso feroci censure da parte del governo.
Rocha richiese alla Pretura di Roma il ritiro dalle sale cinematografiche della versione italiana, ritenendo che il doppiaggio avesse deformato in molti punti i dialoghi del film falsandone il senso; il 31 maggio 1970 la pellicola fu sequestrata per disposizione legale dell'allora Pretore Angelo Grieco.

## Premi e riconoscimenti
- Premio per la regia alla 22ª edizione del Festival di Cannes